# Полонуха
Полонуха — река в Лесном районе Тверской области России. Устье реки находится в 170 км по левому берегу реки Мологи. Длина реки составляет 40 км, площадь водосборного бассейна — 226 км².

## Данные водного реестра
По данным государственного водного реестра России относится к Верхневолжскому бассейновому округу, водохозяйственный участок реки — Молога от истока и до устья, речной подбассейн реки — Реки бассейна Рыбинского водохранилища. Речной бассейн реки — (Верхняя) Волга до Куйбышевского водохранилища (без бассейна Оки).
Код объекта в государственном водном реестре — 08010200112110000006245.